# Харпалика (спътник)
Вижте пояснителната страница за други значения на Харпалика.
Харпалика е естествен спътник на Юпитер. Открит е от екипа от астрономи Скот Шепърд, Дейвид Джуит, Янга Фернандез и Юджийн Маниер на 23 ноември 2000 г. Първоначалното означение на спътника е S/2000 J 5. Спътникът носи името на фигурата от древногръцката митология Харпалика.
Харпалика е малко по размери тяло с диаметър от 4,4 km и се намира на ретроградна орбита около Юпитер. Принадлежи към групата на Ананке.